# Tête première

Tête première est une émission de télévision québécoise diffusée de 2003 à 2005 sur VRAK.TV. Le principe: 18 candidats doivent relever leur défi personnel avec l'aide d'un professionnel. 

## L'émission
Dans cette émission, des jeunes ont des rêves et sont prêts à aller jusqu'au bout pour les réaliser. Ils sont aidés par des entraîneurs spécialisés qui leur permettent d'évoluer dans leur activité et les aident à surmonter les épreuves, pour atteindre leurs objectifs: le défi ultime.

## Les défis relevés
Parmi les défis relevés, on retrouve boxe, lutte, spectacle, football contact, vélo de montagne, danse (tango, hip hop, flamenco, salsa), judo, escrime, chant, humour, skate, guitare, trapèze volant, équitation, plongeon, haltérophilie, hockey, taekwondo.

## Les candidats
Participants de la saison 1: Mathieu Viau (boxe), Mouktani Ichrak Fatiha (break dance), Johnny Hanna Maria, Mathieu Paré (hockey), Jaysson Venne (Basketball)
Participants de la saison 2: Karol-Ann, Jean-Simon (plongeon), Adrien, Marie-Ève et Ali Bazzi.

## Source
http://www.vrak.tv/emission/tete_premiere_2006/